# Сергета Ігор Володимирович
Cергета Ігор Володимирович — провідний гігієніст, доктор медичних наук, професор, завідувач кафедри загальної гігієни та екології Вінницького національного медичного університету ім. М. І. Пирогова, висококваліфікований вчений і педагог.

## Життєпис
Сергета Ігор Володимирович народився 29 квітня 1962 року в Харкові. Батьки були лікарями, мали наукові ступені, тому продовжуючи сімейну традицію Ігор Володимирович обрав медицину. У 1986 році з відзнакою закінчив Вінницький медичний інститут ім. М. І. Пирогова та отримав направлення на наукову роботу на кафедру загальної гігієни та екології, з якою нерозривно пов'язаний протягом всього життя.
З серпня 1986 року він починає працювати на кафедрі загальної гігієни та екології: спочатку старшим лаборантом, з березня 1987 року — асистентом, з грудня 1993 року до жовтня 2024 року  – завідувачем кафедри. З жовтня 2024 року є Директором навчально-наукового Інституту громадського здоров’я, біології, контролю та профілактики хвороб Вінницького національного медичного університету ім. М. І. Пирогова, професором кафедри загальної гігієни та екології.
Протягом 1989–1991 років навчався без відриву від виробництва в аспірантурі кафедри гігієни дітей і підлітків Центрального інституту удосконалення лікарів, яку достроково закінчив у жовтні 1991 року, захистивши дисертацію на здобуття наукового ступеня кандидата медичних наук на тему: «Гігієнічне обґрунтування навчально-тренувального режиму, що сприяє активному формуванню професійно-значущих функцій школярів (на прикладі професії „оператор ЕОМ“)» (науковий керівник — академік, проф. О. Г. Сухарєв).
У 1994 році йому надано вчене звання доцента.
У жовтні 1996 року захистив дисертацію на здобуття наукового ступеня доктора медичних наук на тему: «Гігієнічні основи комплексної системи оптимізації вільного часу підлітків» (науковий консультант — член-кореспондент НАМН України, проф. В. Г. Бардов).
У квітні 2001 року Сергеті І. В. надано вчене звання професора. В центрі наукових інтересів — сучасні проблеми гігієни дітей, підлітків та молоді, психогігієни й психофізіології, університетської гігієни, гігієни та фізіології адаптаційного процесу, профілактичної антропології.

## Наукова робота
Ігор Сергета є автором 1350 наукових та навчально-методичних праць, в тому числі 37 монографій, 14 підручників, 67 навчальних посібників, 11 навчальних програм, 13 патентів, 14 методичних рекомендацій, 30 інформаційних листів та 9 галузевих нововведень.
Має найвищі в країні індекс Хірша (33) та i10-индекс (35) за рубриками Google Scholal: Громадське здоров’я, Гігієна, Гігієна дітей і підлітків
Впродовж своєї наукової діяльності проф. Сергета І. В. підготував 4 доктори й 19 кандидатів медичних та біологічних наук. В теперішній час здійснює керівництво підготовкою 4 дисертацій на здобуття ступеня доктора філософії.
Цілий ряд досліджень Вінницької гігієнічної школи на чолі з проф. Сергетою І. В. присвячено розробці надзвичайно вагомих з позицій доказової медицини профілактично-спрямованих інтегральних підходів до оцінки стану соматичного і психічного здоров'я, що передбачають здійснення адекватної оцінки адаптаційних ресурсів організму на підставі застосування шкал комплексної бальної оцінки та інтегральних показників оцінки функціонального стану організму в умовах дії чинників довкілля та соціальних умов життя.
Протягом останніх років в центрі уваги наукових розробок проф. Сергети І. В. перебувають проблеми університетської гігієни: здійснена гігієнічна оцінка особливостей організації навчального процесу в сучасних закладах вищої освіти в умовах використання різних систем (заліково-семестрова, кредитно-трансферна тощо) навчання, виявлені особливості навчально-значущої адаптації дівчат і юнаків, визначені закономірності процесів формування особливостей особистості студентів та встановлені індивідуально-значущі фактори ризику щодо формування імовірних відхилень від природного перебігу процесів їх розвитку, науково-обґрунтовані програми психофізіологічного впливу на організм та психогігієнічної корекції процесів формування особливостей особистості студентів у структурі здоров'язберігаючих технологій, науково обґрунтовані гігієнічні нормативи рухової активності студентської молоді тощо.
Різноманітність та надзвичайно широкий спектр наукових інтересів проф. Сергети І. В. підкреслюють його роботи в галузі громадського здоров'я, профілактичної антропології, медичної психології, історії гігієнічної науки Вінниччини. Зокрема, актуальним проблемам гігієни дітей і підлітків та гігієни адаптаційного процесу присвячений цикл публікацій у провідних закордонних наукових виданнях, доповіді на численних Міжнародних наукових форумах тощо.

## Громадська діяльність
Проф. Сергета І. В. вдало поєднує активну наукову та навчальну діяльність з організаційно-громадською діяльністю. Є академіком Міжнародної академії інтегративної антропології та Академії медико-біологічних наук України. Є членом редакційних колегій і редакційних рад журналів: «Biomedical and biosocial anthropology», «Довкілля та здоров'я», «Актуальні проблеми транспортної медицини: навколишнє середовище; професійне здоров'я; патологія», «Вісник Вінницького національного медичного університету», «Педагогіка безпеки» та збірників наукових праць: «Гігієна населених місць» і «Актуальні проблеми профілактичної медицини». З 2002 по 2005 роки — голова методичної ради університету з медико-теоретичних дисциплін. З 2004 по 2009 роки — проректор з наукової роботи Вінницького національного медичного університету ім. М. І. Пирогова. Протягом 2006—2007 років був членом координаційної науково-методичної ради з питань післядипломної освіти МОЗ України.

## Сім'я
Батько – Сергета Володимир Миколайович, доктор медичних наук, професор, закінчив Харківський медичний інститут, працював санітарним лікарем та протягом багатьох років завідував кафедрами гігієнічного профілю Карагандинського і Тернопільського медичних інститутів. Мати – Сергета Любов Миколаївна, кандидат медичних наук, закінчила Вінницький медичний інститут, багато років працювала практичним лікарем та викладала у Тернопільському медичному інституті й Вінницькому медичному коледжі, зараз на пенсії. Дружина – Сергета Діна Петрівна, кандидат медичних наук, відомий лікар-неонатолог, протягом майже 30 років очолювала відділення для недоношених дітей Вінницької обласної дитячої клінічної лікарні. Дочка і зять – Макарова Ольга Ігорівна та Макаров Сергій Юрійович також обрали медичний фах. Обоє кандидати медичних наук, досвідчені лікарі, засновники та керівники медичного центру "Сучасна педіатрія «Evidence».Сергій з квітня 2022 року перебуває у лавах ЗСУ України.

## Відзнаки та нагороди
За активну наукову, навчальну і громадську діяльність, розв’язання актуальних наукових проблем, що мають вагоме теоретичне та практичне значення, має подяки Прем’єр-міністра України та Голови ВАК України, нагороджений Почесними грамотами МОЗ і НАМН України, Вінницької обласної державної адміністрації та Вінницької міської ради. Удостоєний премії НАМН України у галузі профілактичної медицини за монографію: “Організація вільного часу та здоров’я школярів”.